# NGC 5914
NGC 5914 é uma galáxia espiral (Sb) localizada na direcção da constelação de Boötes. Possui uma declinação de +41° 51' 55" e uma ascensão recta de 15 horas, 18 minutos e 43,7 segundos.
A galáxia NGC 5914 foi descoberta em 16 de Maio de 1882 por Édouard Jean-Marie Stephan.